# Politieke Raad
De Politieke Raad (of Raad van Politie; politie, van het Griekse polis, betekent ‘bestuur’) was de hoogste gezagsinstantie in de vestigingen van de VOC in Azië. Hij was uiteraard onderworpen aan de voorschriften van de Heren XVII (de directie van de VOC in Nederland) en de gouverneur-generaal en Raad van Indië in Batavia, alsook aan de wetgeving zoals vastgelegd in de Statuten van Batavia (1648). De Raad van een vestiging van de VOC was een afspiegeling van de Raad van Indië, die weer een afspiegeling was van de scheepsraad van de eerste Oostindiëvaarders. De Raad werd voorgezeten door de hoogste gezagsdrager ter plekke. Als de VOC er territoriaal gezag had was zijn titel gouverneur. Dit was de meest begeerde en best betaalde functie, met ook veel mogelijkheden om op allerlei manieren bij te verdienen. In het geval van een fort was zijn titel commandeur, of in kleinere vestigingen opperhoofd of resident. Als er alleen sprake was van een factorij of loge, waar handel werd gedreven op basis van niet-exclusieve contracten werd het hoofd directeur genoemd. Een titel die bij de VOC altijd betrekking had op handel, zoals ook de directeur-generaal, de tweede man in de Raad van Indië, verantwoordelijk was voor de gehele Aziatische handel. De vervanger van de hoogste gezagdrager werd de secunde genoemd. Verder kon de samenstelling van de Raad per vestiging verschillen, en bestond meestal uit de hoofden van de administratieve diensten (zoals de hoofdadministrateur, boekhouder, dispensier en havenmeester), de bevelhebber van de militairen, indien aanwezig, de fiscaal (verantwoordelijk voor orde en recht) en eventueel enkele opperkoopmannen. De secretaris (ook wel geheimschrijver genoemd) had geen stemrecht, tenzij hij om bijzondere redenen tot lid benoemd was.
Als er schepen voor anker lagen hadden de schippers en andere hoge ambtenaren van de vloot soms ook zitting in de Raad, en werd hij de Brede Raad genoemd. De voorzitter van de vergadering van de Brede Raad was niet noodzakelijkerwijs de gouverneur of commandeur. Soms moest deze zijn plek afstaan aan iemand met een hogere rang, gewoonlijk een commissaris, een hoge VOC-ambtenaar die als inspecteur optrad namens de Raad van Indië of de Heren XVII, met als opdracht een rapport op te stellen over de stand van zaken in de vestiging.
Het VOC-personeel heeft talrijke functies vervuld en is met vele benamingen aangeduid. Er waren eigenlijk drie groepen hiërarchieën: van soldaat tot generaal, van jongmaat (ook wel lichtmatroos of hooploper) tot schipper, en van pennist (ook wel schrijver) tot gouverneur-generaal. De Compagnie had echter ook een indeling volgens rangen, die verwezen naar een combinatie van functie, salaris en status. Om een voorbeeld te geven: de opperkoopman Jan van Riebeeck was opperhoofd van de nederzetting Kaap de Goede Hoop. Zijn rang van opperkoopman duidde zijn salariscategorie aan en zijn plek in de handels-/administratieve hiërarchie. Zijn latere promotie tot commandeur duidde op de bouw van het eerste fort, en gaf hem meer status, maar niet meer gezag, en ook niet per se een hoger salaris.
Alle brieven afkomstig van de Heren XVII en de Hoge Regering in Batavia moesten tijdens de raadsvergaderingen voorgelezen en besproken worden. De antwoorden moesten door de Raad opgesteld en door alle leden ondertekend worden. Al het geschreven werk stond onder toezicht van de Raad. Dat gold niet alleen voor de lange brieven aan de Heren XVII en Batavia, maar ook voor de journalen, resoluties, plakkaten, instructies, rapporten en contracten. Indien van toepassing was de Raad ook verantwoordelijk voor de invordering van belastinggeld, het beheer van buitenposten en pakhuizen, en de proviandering van schepen. Ook moest hij de vestiging beschermen tegen mogelijke aanvallen vanuit zee of vanuit het binnenland.

## Bron
- dr. Helena Liebenberg: Inleiding tot die Resolusies van die Politieke Raad van die Kaap die Goeie Hoop.